# 雪菲爾布賴特賽德和希爾斯伯勒 (英國國會選區)
雪菲爾布賴特賽德和希爾斯伯勒（英語：Sheffield, Brightside and Hillsborough），英國國會一自治市選區，位於英格蘭南約克郡錫菲北部，包括五個地方選區。
創設於2010年。在2010年大選中自1987年以來任下議院議員、工黨的大衛·布朗特在本區以55.0%選票成功連任。